# Несо (сателит)
Несо или Нептун XIII је природни сателит Нептуна. Несо је најдаље небеско тело које кружи у орбити Нептуна.

## Историја

### Откриће
Несо је откривен 4. августа 2002. године од стране екипе астрофизичара Матеја Холмана, помоћу микроскопа од 4. метара који се налази у Чилију.

### Деноминација
Несо носи назив по Нереиди Неса. Сателит је званично назван овим именом 3. фебруара 2007. године.

## Карактеристике
Несо је мали сателит, са бројем Албедоа 0,04. и привидне звездане величине од 24,6. Рачунањем, маса Несо-а се процењује на око  1,6 × 1017 kg.